# لوک لوموند (ویرجینا)
لوک لوموند (به انگلیسی: Loch Lomond) یک منطقهٔ مسکونی در ایالات متحده آمریکا است که در شهرستان پرنس ویلیام، ویرجینیا واقع شده‌است. لوک لوموند ۱٫۹ کیلومتر مربع مساحت و ۳٬۷۰۱ نفر جمعیت دارد و ۵۸ متر بالاتر از سطح دریا واقع شده‌است.